# Église Saint-Georges de Bouzemont
L'église Saint-Georges est une église catholique située sur la commune de Bouzemont, dans le département français des Vosges, en France.

## Localisation
L'église est située rue de l'Église à Bouzemont.

## Historique
L'église Saint-Georges est construite dans la première moitié du XIe siècle puis d'autres constructions importantes suivent en 1543, au XVIIe siècle et au XIXe siècle.
L'église et l'aire du cimetière avec son mur entourant l'église sont classés au titre des monuments historiques par arrêté du 2 novembre 1987.
En 2019, l'église, fermée parce que dangereuse, fait l'objet d'un projet de restauration de la tour clocher et des bas-côtés.